# Frank Blake
Francis S. „Frank“ Blake (* 30. Juli 1949 in Boston, Massachusetts) ist ein US-amerikanischer Manager und ehemaliger Regierungsbeamter.

## Leben
Frank Blake studierte an der Harvard University, wo er 1971 graduierte; danach studierte er die Rechtswissenschaften an der Columbia Law School, wo er 1976 graduierte. Er war von 2001 bis 2002 im Energieministerium der Vereinigten Staaten als stellvertretender Minister (Deputy Secretary of Energy) tätig. 2005 wechselte Blake zum Unternehmen The Home Depot, dessen CEO und Chairman er 2007 als Nachfolger von Robert Nardelli wurde.
1977 heiratete er Anne McChristian, mit der er zwei gemeinsame Kinder hat. 2005 heiratete Blake in zweiter Ehe Elizabeth Lanier.